# Гидроарсенат аммония-натрия
Гидроарсенат аммония-натрия — неорганическое соединение,
двойная соль натрия, аммония и мышьяковой кислоты
с формулой Na(NH4)HAsO4,
бесцветные кристаллы,
растворяется в воде,
образует кристаллогидраты.

## Физические свойства
Гидроарсенат аммония-натрия образует кристаллогидрат состава Na(NH4)HAsO4•4H2O — бесцветные кристаллы.
Растворяется в воде.